# Famiglia reale lesothiana
La famiglia reale lesothiana è la famiglia del re del Lesotho, appartenente al casato di Seeiso.

## Titoli e trattamenti d'onore
I titoli e i trattamenti dei membri della famiglia reale sono i seguenti:
- Motlotlehi, al sovrano con il trattamento di Sua Maestà;
- Mofumahali Motlotlehi, alla moglie del sovrano con il trattamento di Sua Maestà;
- Khosana, ai parenti del sovrano con il trattamento di Sua Altezza Reale;
- Khosatsana, alle parenti del sovrano con il trattamento di Sua Altezza Reale.

## Membri attuali
La famiglia reale lesothiana include:
- S.M. il Re Letsie III (17 luglio 1963), re del Lesotho;
- S.M. la Regina 'Masenate Mohato Seeiso (2 giugno 1976), moglie del re;
  - S.A.R. la Principessa Senate (7 ottobre 2001), figlia del re e della regina consorte;
  - S.A.R. la Principessa 'Maseeiso (20 novembre 2004), figlia del re e della regina consorte;
  - S.A.R. il Principe ereditario Lerotholi (18 aprile 2007), figlio del re e della regina consorte;
- S.A.R. il Principe Seeiso Bereng (16 aprile 1966), fratello minore del re;
- S.A.R. la Principessa Mabereng Seeiso, cognata del re;
  - S.A.R. il Principe Bereng Constantine Seeiso, nipote del re;
  - S.A.R. la Principessa Masentle Tabitha Seeiso, nipote del re;
  - S.A.R. il Principe Masupha David Seeiso, nipote del re.
- S.A.R. il Principe Masupha David Seeiso, zio paterno del re;
  - S.A.R. la Principessa Sekhotali Seeiso, cugina del re;
  - S.A.R. la Principessa Khopotso Seeiso, cugina del re;
  - S.A.R. il Principe Constantine Bereng Masupha Seeiso, cugino del re.
- Mofumahali 'Malerotholi Mathealira Seeiso, zia paterna e acquisita del re;
  - S.A.R. il Principe Lerotholi Mathealira, cugino del re;
  - S.A.R. la Principessa 'Mabatho Mathealira, cugina del re.

## Membri defunti
I membri deceduti della famiglia reale sono:
- S.M. il Re Moshoeshoe II (1938-1996), padre del re;
- S.M. la Regina madre 'Mamohato Bereng Seeiso (1941-2003), madre del re;
  - S.A.R. la Principessa Constance (1969-1994), sorella minore del re.
- Principe Mathealira Seeiso (1943/1944-2021), zio paterno del re;
- S.A.R. la Principessa 'Mabereng Masupha, zia paterna e acquisita del re;